# توماس ك. لونش (سياسي)
توماس ك. لونش (بالإنجليزية: Thomas K. Lynch)‏ هو سياسي أمريكي، ولد في 30 أبريل 1946. حزبياً، نشط في الحزب الديمقراطي. وقد انتخب عضو مجلس نواب ماساتشوستس.